# 苗力田
苗力田（Miao Litian，1917年—2000年5月28日）是一位中国哲学家，专长哲学史和古希腊哲学，从事哲学研究50余年。通晓英语、德语、俄语、古希腊语、拉丁语。这为他研究和翻译西方哲学奠定了坚实的基础。他的翻译原则是确切、简洁、清通可读、历史感。

## 生平
生于黑龙江同江县，曾任是中国人民大学哲学系教授、博士生导师，中国人民大学哲学系首任系主任。培养了多名从事西方哲学的学者，如余纪元教授。
2000年5月28日在北京病逝。

## 著作
影响较大的著作有《〈尼各马可伦理学〉札记》、《〈形而上学〉笺注》、《亚里士多德全集》。其中10卷本《亚里士多德全集》是苗先生着力最多的著作，从1987年到1997年历时十载完成，是中国首部亚里士多德全集，学界影响巨大。